# QL (jedinjenje)
QL (jedinjenje) ili drugačije Izopropil aminoetilmethyl fosfonit (QL) (NATO oznaka QL), takođe poznat kao O-(2-diizopropilaminoetil) O′-etil metilfosfonit, sa hemijskom formulom Me−P(H)(O)OH je prekursorska hemikalija za nervne agense VX i VR-56, koji se koristi u američkom binarnom hemijskom oružju. Nalazi se u delu B Priloga 1 Konvencije o zabrani hemijskog oružja, 
 kao i na listi prekursora toksičnih bojnih agenasa Australijske grupe.
QL (jedinjenje) je takođe organsko jedinjenje, koje sadrži 11 atoma ugljenika i ima molekulsku masu od 235,303 . To je bezbojna tečnost sa snažnim mirisom ribe i blago je rastvorljiva u vodi.

## Istorija
QL je bio ključna komponenta u proizvodnji VX-a. Koristio se i u binarnom oružju razvijenom u Sjedinjenim Državama krajem 1960-ih godina, iako je proizvodnja započeta tek sredinom 1980-ih. QL je korišćen u 500-funtnim bombama BLU-80/B „Bigeye“ zajedno sa rompskim sumporom (označenim kao NE) ili dimetilpolisulfidom (NM), uz dodatak sredstva protiv zgrušnjavanja.   Nakon bacanja bombe, obe supstance su se mešale stvarajući VX (označen kao VX-2, za razlikovanje od jedinog VX-a). Efikasnost ove reakcije varira, procene su <40%,  a ponekad čak 70–80%. Čak i sa nižom efikasnošću, količina proizvedenog VX-a bila je dovoljna da oružje bude delotvorno.  Zbog bilateralnih sporazuma između SAD i SSSR-a početkom 1990-ih o smanjenju hemijskog arsenala, kao i ratifikacije Konvencije o zabrani hemijskog oružja,  bombe „Bigeye“ nisu uvedene u vojnu upotrebu niti su masovno proizvođene. 
1996. godine, Ministarstvo odbrane SAD-a objavilo je podatke o veličini američkog hemijskog arsenala, u kojem je prijavljeno posedovanje oko 50 tona QL-a (količina dovoljna za proizvodnju oko 400 bombi „Bigeye“). U 2003. godini SAD su najavile početak uništavanja zaliha QL-a i DF-a u centru Pine Bluff Arsenal u državi Arkanzas. U aprilu 2006. godine završeno je uništavanje DF-a skladištenog u tom centru, a pripreme za neutralizaciju QL-a (koji je u to vreme bio jedini preostali sastojak američkog binarnog oružja) započele su u junu te godine. U oktobru je najavljeno da je proces uništavanja binarnog oružja u SAD završen, a produkti neutralizacije QL-a i DF-a uništeni su do novembra 2007. godine u centru Texas Molecular u Deer Parku.

## Sinteza
QL se proizvodi transesterifikacijom dietil metilfosfonita sa 2-(diizopropilamino)etanolom.

## Svojstva
QL je lepljiva tečnost sa jakim mirisom ribe. Veoma je reaktivan i sklon oksidaciji, a nerastvorljiv je u vodi, sa kojom naglo hidrolizuje. U njenom višku formiraju se 2-diizopropilaminoetanol (i-Pr
2NCH
2CH
2OH), etanol i metilfosfonatna kiselina, Me−P(H)(O)OH. S druge strane, u prisustvu tragova vode ili drugog donatora protona dolazi do zamene liganda, pri čemu nastaju zapaljivi dietil metilfosfonat i metilfosfonin O,O′-bis(2-diizopropilamino)etil. 

## Osobine
| Osobina                  | Vrednost |
| ------------------------ | -------- |
| Broj akceptora vodonika  | 4        |
| Broj donora vodonika     | 0        |
| Broj rotacionih veza     | 8        |
| Particioni koeficijent ( | 1,9      |
| Rastvorljivost (logS, log(mol/L))       | -1,9     |
| Polarna površina (PSA, Å2)  | 35,3     |

## Upotreba u hemijskom ratovanju
QL je komponenta binarnih hemijskih oružja, uglavnom nervnog agensa VX. On je, zajedno sa metilfosfonil difluoridom (DF), razvijen tokom 1980-ih kako bi se zamenile stare zalihe jedinstvenih hemijskih oružja. QL je naveden kao hemikalija iz Priloga 1 prema Konvenciji o hemijskom oružju.

## Opasnosti
Ova supstanca je štetna kada se unese putem oralnog ili respiratornog puta, a njen kontakt sa kožom ili očima izaziva lokalna iritaciju.  Dugotrajno udisanje pare izaziva glavobolje i mučninu. Pokazuje slabo inhibicijsko dejstvo na acetilholinesterazu, ali se brzo uklanja iz organizma.  Studije na životinjama pokazale su njegovu neurotoksičnost.

## Toksičnost
QL sam po sebi nije naročito toksičan. Međutim, kada reaguje sa sumporom, odgovarajući sulfid QL izomerizuje se u visokotoksični molekul VX.
Mnogo toksičniji od samog QL su njegovi produkti hidrolize i VX proizveden iz njega. 

## Literatura
- Clayden, Jonathan; Greeves, Nick; Warren, Stuart; Wothers, Peter (2001). Organic Chemistry (I изд.). Oxford University Press. ISBN 978-0-19-850346-0.
- Smith, Michael B.; March, Jerry (2007). Advanced Organic Chemistry: Reactions, Mechanisms, and Structure (6th изд.). New York: Wiley-Interscience. ISBN 0-471-72091-7.
- Katritzky A.R.; Pozharskii A.F. (2000). Handbook of Heterocyclic Chemistry (Second изд.). Academic Press. ISBN 0080429882.